# موریکونه (کومونه)
موریکونه (به ایتالیایی: Moricone) یک کومونه در ایتالیا است که در استان رم واقع شده‌است. موریکونه ۲۰٫۱ کیلومتر مربع مساحت و ۲٬۶۷۰ نفر جمعیت دارد و ۲۹۶ متر بالاتر از سطح دریا واقع شده‌است.